# Leticia Tonos
Leticia Tonos Paniagua (Santo Domingo) es una galardonada directora, productora y guionista del cine dominicano.

## Trayectoria
Licenciada en Publicidad en 1992 por la Universidad APEC (Acción Pro Educación y Cultura). Obtuvo una maestría en Comunicación Audiovisual en la Universidad Internacional de Andalucía (1997). Graduada de The London Film School en el 2001, especializándose en  dirección de cine. Pionera en el área de coproducciones cinematográficas en su país, habiendo realizado coproducciones con España, Francia, Puerto Rico, Haití, entre otros. Cofundadora de ADOCINE (Asociación Dominicana de Profesionales de la Industria del Cine).
Se ha destacado produciendo comerciales de televisión y largometrajes para compañías nacionales e internacionales como Vega Film (Suiza), CineSon (Los Ángeles), Forti Lane (Miami), Les Films de l'Astre (Francia), Ammuse Inc. (Tokio), entre otros. Su cortometraje "Ysrael", basado en una historia de Junot Díaz, fue bien recibido internacionalmente.
Ha participado en varios proyectos sociales y ha dirigido videos promocionales institucionales. También tuvo una participación activa en la Industria Cinematográfica Dominicana, produciendo varias películas incluyendo "Perico Ripiao". Su primer largometraje, “La Hija Natural” (Love Child), ganó un premio para la audiencia del 27º Festival de Cine Latino de Chicago y fue la entrada oficial de República Dominicana en la categoría de Mejor Película Extranjera en la 84a edición de los Premios de la Academia. Actualmente es Presidenta de la Productora "Linea Espiral".
Su segunda Película “Cristo Rey” fue selección oficial del festival internacional de cine de Toronto. Su tercera película “Juanita” participó en festivales como HBO New York Latino Film Festival y Miami International Film Festival y su cuarta película “Mis 500 Locos” (A State of Madness) fue ganadora de mejor película en el Peachtree Village International Film Festival en el 2020.Tres de sus largometrajes, incluido este último, han sido seleccionados para representar a la República Dominicana en los Premios Oscar.
En el año 2020 se le otorga la Medalla al Mérito Cinematográfico, convirtiéndose en la primera mujer en recibir esta distinción. Su trabajo se ha caracterizado en ser una constante exploración de la identidad caribeña dentro del contexto Latino y en su firme creencia en el potencial que tienen estas historias de tener un impacto global.